# Какао (напиток)

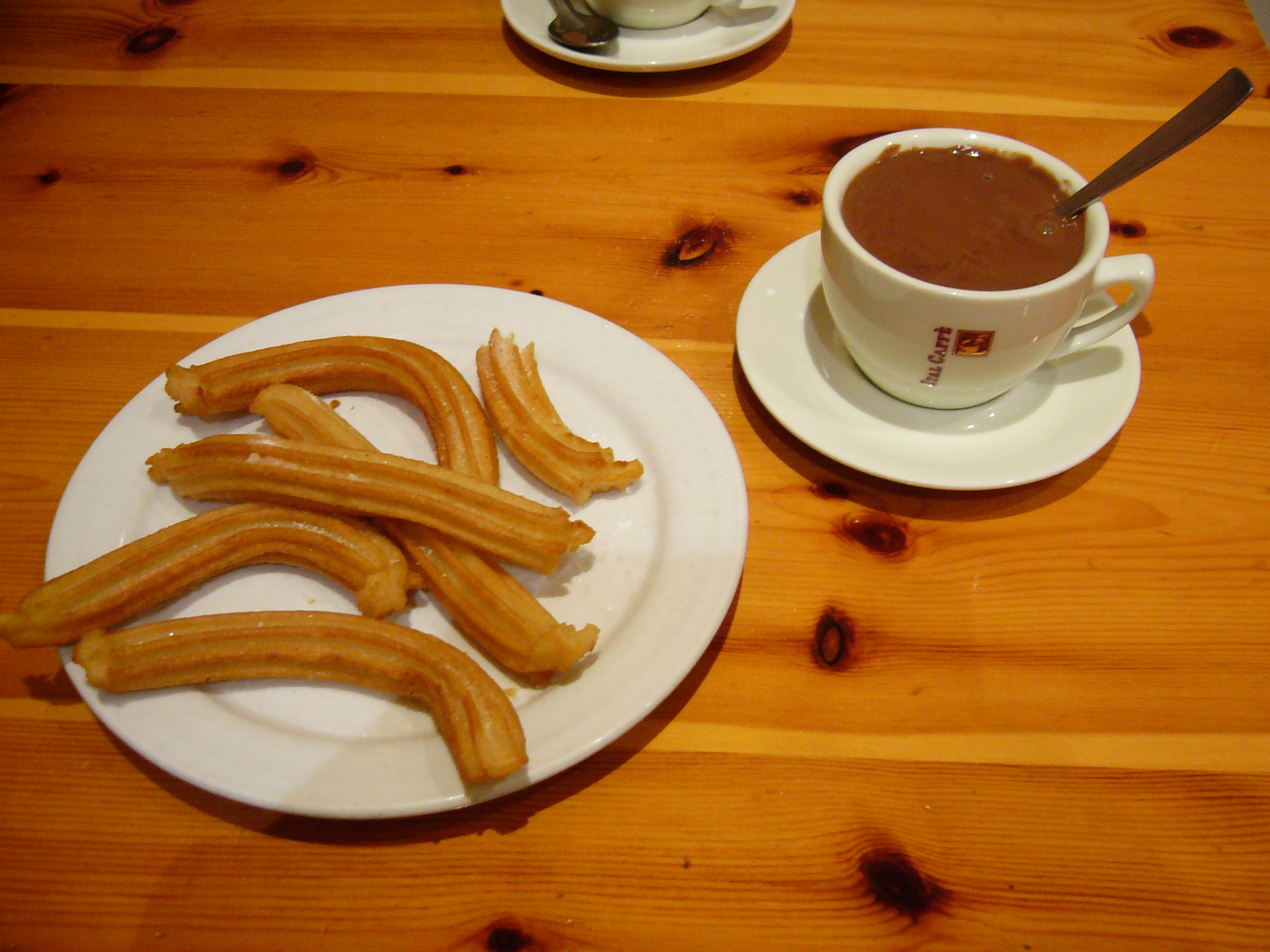
Традиционный в Испании шоколад с чуррос

Какао — напиток, в состав которого обязательно входит размолотое какао, а также молоко (или вода) и сахар. Напиток обычно безалкогольный. В современном мире распространены две основные разновидности напитка:
1. Горячий шоколад готовят из растопленного плиточного шоколада (или шоколадной стружки) исключительно на молоке с добавлением ванили, сахара, корицы и взбивают его до состояния пены.
2. Более недорогой и простой в приготовлении напиток, называемый обычно какао, варят на воде или молоке из порошка какао. Употребляют как горячим, так и холодным. В Италии и Испании предпочитают напиток повышенной густоты (итал. cioccolata densa).

Шоколадное молоко получают путём растворения порошка какао в коровьем, козьем или ином молоке. Употребляют его обычно охлаждённым. В Мексике популярен горячий шоколад с кукурузной мукой — чампуррадо.

## История

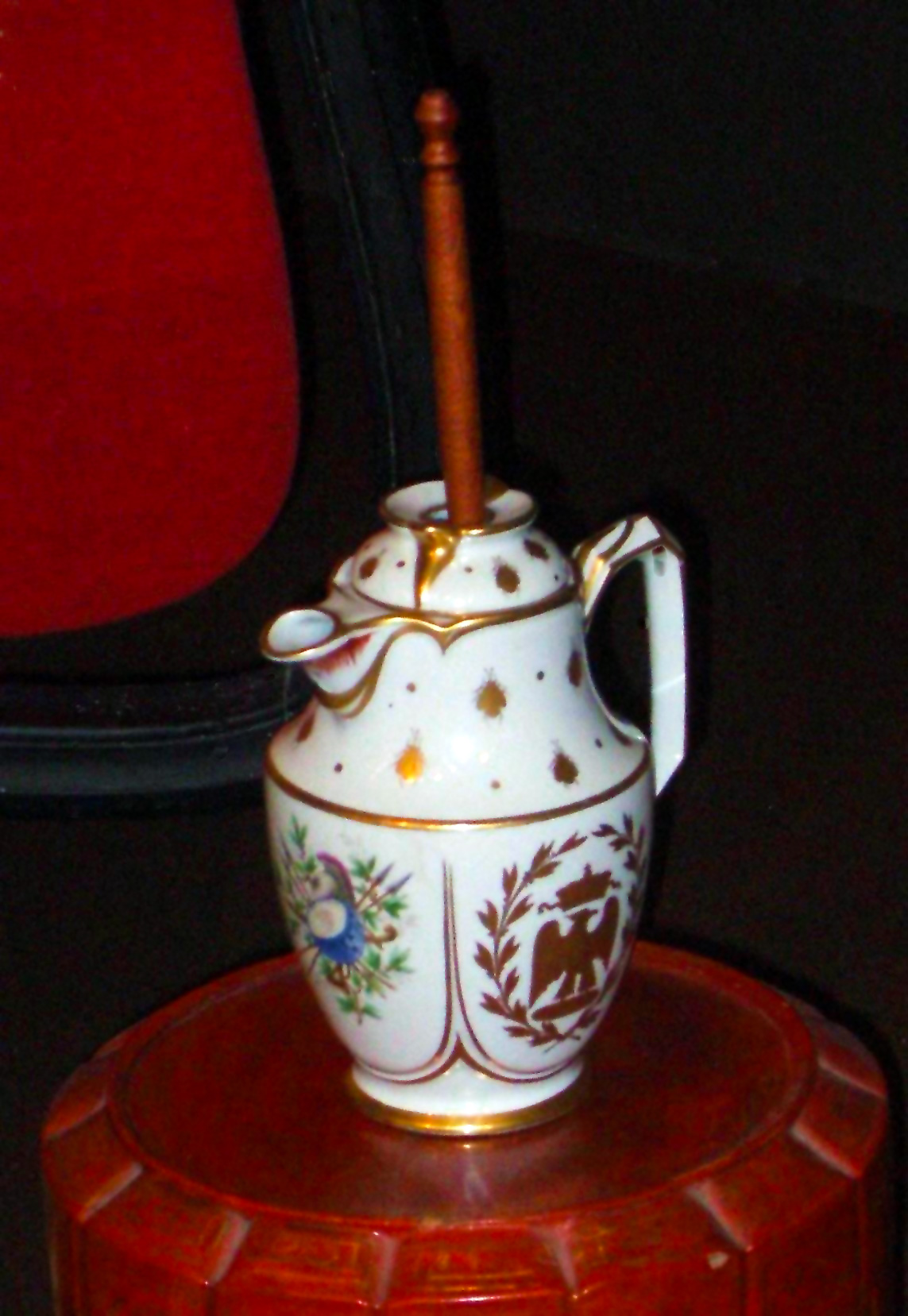
Фарфоровая шоколадница со сбивалкой в стиле ампир

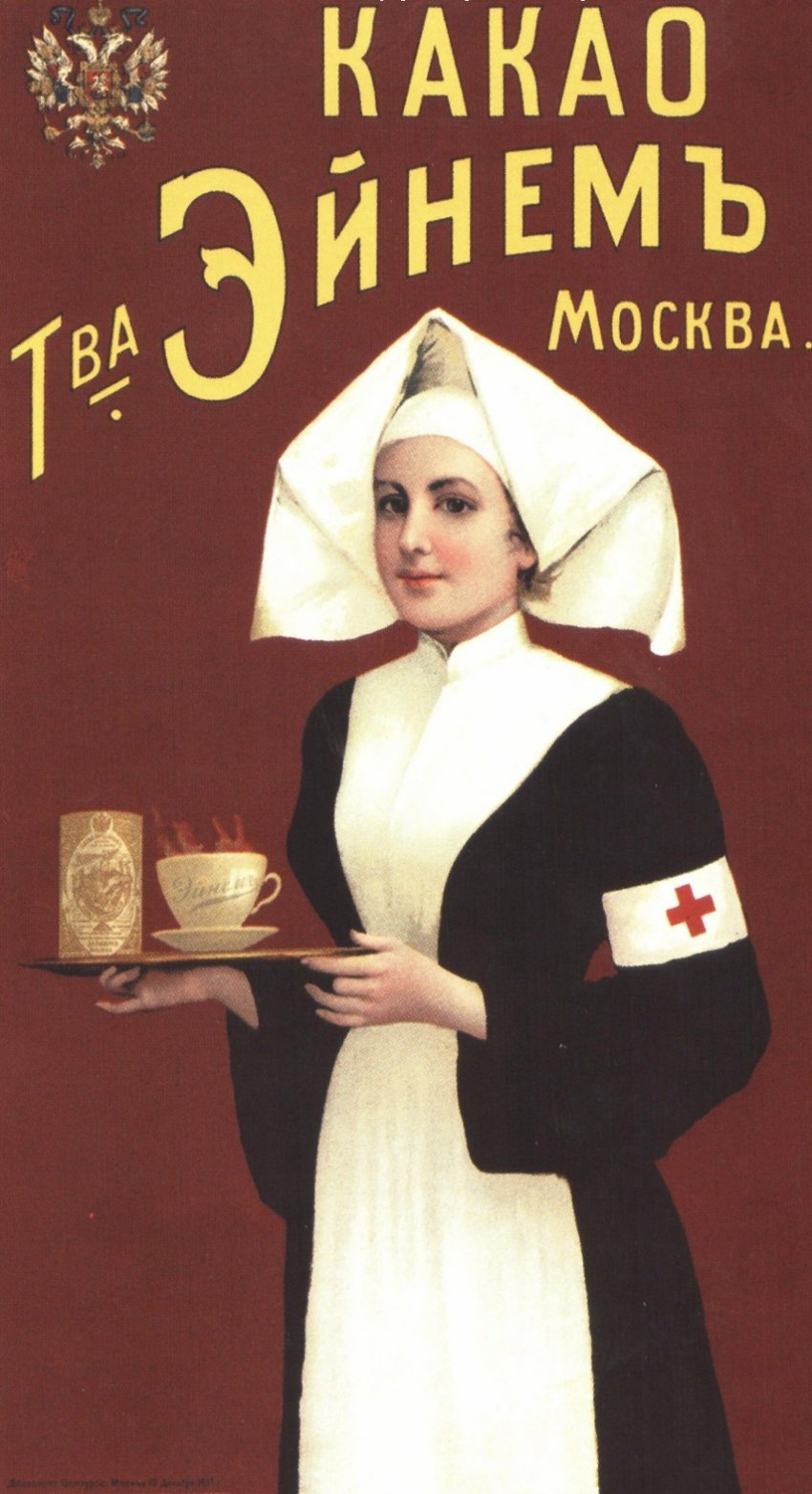
Какао фирмы Эйнема. Плакат 1910-х годов, скопированный у фирмы Дросте

В доколумбовой Мезоамерике в ритуальных целях высшие слои общества употребляли горьковато-терпкий охлаждённый пенный напиток из растёртых в пасту какао-бобов. В европейских странах на рубеже XVI и XVII вв. какао стали пить горячим, а острые ингредиенты заменили тростниковым сахаром. Так появился горячий шоколад — фаворит европейской аристократии XVII—XVIII веков.
До начала XIX века шоколадный напиток изготавливался с добавлением воды и сахара по вкусу и желанию клиента, так как он был очень дорогим. Его готовили в специальном сосуде с коротким носиком, длинной деревянной ручкой и крышкой с отверстием для сбивалки, чтобы хорошо его вспенить. Горячий шоколад был густым и очень жирным, на его поверхности плавала плёнка масла, которую приходилось снимать ложкой. В XVIII веке шоколад начинают пить из чашечек на блюдцах, чтобы не пролить дорогой напиток.
В продолжение XIX века классический высокожирный напиток из растёртых какао-бобов вышел из употребления: в Голландии была изобретена технология разделения тёртого какао на жирное какао-масло (основа для производства твёрдого шоколада) и сухой какао-порошок (более дешёвая и практичная основа для напитков, способная в обычных домашних условиях храниться годами).

## Современность
Современная пищевая промышленность выпускает широкий ассортимент какао-напитков с различными добавками, такими, как ванилин и сухое молоко, витамины и микроэлементы, а также сахар либо его заменители.
Как правило, в продажу поступают не сами напитки, а быстрорастворимый порошок, который для получения напитка в домашних условиях достаточно залить молоком или водой. Примером может служить «Несквик» от компании Nestlé.

## Медицинские аспекты
До XIX века жидкий шоколад использовался в медицинских целях и нередко продавался в аптеках. Горячему шоколаду приписывали следующие целебные свойства: лечение депрессий, улучшение самочувствия, быстрое заживление ран. В некоторых странах его относили к афродизиакам.
Согласно одному из исследований, холодное какао является самым быстрым восстановителем мышц после спортивных занятий или тяжёлой физической работы, превосходя по этому параметру специальные напитки, предназначенные для спортсменов.
Для тех людей, которым противопоказаны возбуждающие вещества (кофеин, теобромин), предназначен кэроб — заменитель какао, получаемый из стручков рожкового дерева. Его аромат заметно слабее, поэтому для приготовления напитка требуется большее количество порошка. Из того же растительного сырья изготавливают твёрдый (плиточный) кэроб-шоколад.